# Djawid C. Borower
Djawid C. Borower (* 1958 in Köln) ist ein österreichischer bildender Künstler.

## Leben
Borower studierte Geschichte und Philosophie in Köln und Wien und besuchte die Wiener Akademie der bildenden Künste. Von 1984 bis 1997 war er als freischaffender Autor tätig. Er schrieb regelmäßig für das Feuilleton der Frankfurter Allgemeinen Zeitung, produzierte für die Wiener Festwochen und verfasste mehrere Theaterstücke.
1997 erweiterte er seine künstlerischen Tätigkeiten auf die bildenden Künste. Seinem Werk ist ein enzyklopädischer Zugang zu eigen. 2013 nahm er an der 55. Biennale von Venedig mit einer Ausstellung im Palazzo Bembo teil.
Borower lebt in Wien.

## Ausstellungen (Auswahl)
- 2002 Naples Museum of Art, Florida, U.S.A.
- 2001 The Snite Museum, Indiana, U.S.A.
- 2000 Portraits of Money, The Speed Art Museum, Kentucky, U.S.A.